# 完颜浑黜
完颜浑黜，又作完颜浑啜，女真族，完颜氏，金朝大臣。
完颜浑黜随太祖完颜阿骨打起兵，辽天祚帝天庆四年（1114年），在宾州（今吉林省农安县东北）击败辽将赤狗儿，率兵四千助完颜娄室、完颜银术可攻打黄龙府（今吉林省农安县）及白马泊。金太祖天辅六年（1122年），击败契丹、奚、汉六万兵在高州（今内蒙古赤峰市东北哈拉木头），击败奚七岩，在古北口攻打辽兵。金世宗大定年间，追封徐国公，名列衍庆功臣。